# Genea tenuirostris
Genea tenuirostris är en tvåvingeart som beskrevs av James 1947. Genea tenuirostris ingår i släktet Genea och familjen parasitflugor. Inga underarter finns listade i Catalogue of Life.